# Глухий ясенний африкат
Глухий ясенний африкат — приголосний звук, що існує в деяких мовах. У Міжнародному фонетичному алфавіті записується як ⟨t͡s⟩ або ⟨t͜s⟩ (раніше — ⟨ʦ⟩). Твердий приголосний, африкат. В українській мові цей звук передається на письмі літерою ц.

## Назва
- Глуха альвеолярна африката
- Глухий альвеолярний африкат (англ. Voiceless alveolar affricate)
- Глухий альвеолярний зімкнено-щілинний приголосний
- Глухий альвеолярний африкат-сибілянт (англ. Voiceless alveolar sibilant affricate)
- Глуха ясенна африката
- Глухий ясенний африкат
- Глухий ясенний зімкнено-щілинний приголосний

## Властивості
Властивості глухого ясенного африката:
- Тип фонації — глуха, тобто цей звук вимовляється без вібрації голосових зв'язок.
- Спосіб творення — сибілянтний африкат, тобто спочатку повітряний потік повністю перекривається, а потім скеровується по жолобку на спинці язика за місцем творення на гострий кінець зубів, що спричиняє високочастотну турбулентність.
- Місце творення — ясенне, тобто звук артикулюється кінчиком або передньою спинкою язика проти ясенного бугорка.
- Це ротовий приголосний, тобто повітря виходить крізь рот.
- Це центральний приголосний, тобто повітря проходить над центральною частиною язика, а не по боках.
- Механізм передачі повітря — егресивний легеневий, тобто під час артикуляції повітря виштовхується крізь голосовий тракт з легенів, а не з гортані, чи з рота.

## Приклади
| Мова             | Мова             | Слово  | МФА         | Значення  | Примітки                                           |
| ---------------- | ---------------- | ------ | ----------- | --------- | -------------------------------------------------- |
| німецька         | німецька         | Zweck  | [t͡sv̥ɛk]     | мета      | Див. німецька фонетика                             |
| італійська       | італійська       | grazia | [ˈɡrät̚t͡sjä] | благодать | Див. італійська фонетика                           |
| іспанська (Чилі) | іспанська (Чилі) | ancha  | [ˈänt͡sä]    | широка    | У стандартній мові — /t͡ʃ/. Див. іспанська фонетика |

### Зубний ламінальний ясенний
- Dentalized laminal alveolar [t̻͡s̪]

| Мова                 | Мова                 | Слово         | МФА             | Значення  | Примітки                  |
| -------------------- | -------------------- | ------------- | --------------- | --------- | ------------------------- |
| баскська             | баскська             | hotz          | [o̞t̻͡s̪]           | холод     | Див. баскська фонетика    |
| білоруська           | білоруська           | цеканне       | [ˈt̻͡s̪ekän̪ʲe]     | цекання   | Див. білоруська фонетика  |
| болгарська           | болгарська           | цена          | [t̻͡s̪ɛˈn̪a]        | ціна      |                           |
| вірменська (східна)  | вірменська (східна)  | ցանց          | [t̻͡s̪ʰan̪t̻͡s̪ʰ]      | сітка     | Див. вірменська фонетика  |
| верхньолужицька      | верхньолужицька      | cybla         | [ˈt̻͡s̪ɪblä]       | цибуля    |                           |
| іспанська (Мексика)  | іспанська (Мексика)  | exterior      | [e̞t̻͡s̪t̪e̞ˈɾjo̞r]    | екстер'єр |                           |
| китайська (мандарин) | китайська (мандарин) | 早餐 / zǎocān | [t̻͡s̪ɑʊ˨˩ t̻͡s̪ʰan˥] | сніданок  | Див. китайська фонетика   |
| латвійська           | латвійська           | cena          | [ˈt̻͡s̪en̪ä]        | ціна      | Див. латвійська фонетика  |
| македонська          | македонська          | цвет          | [t̻͡s̪ve̞t̪]         | квітка    | Див. македонська фонетика |
| польська             | польська             | co            | [t̻͡s̪ɔ]           | що?       | Див. польська фонетика    |
| румунська            | румунська            | preț          | [pre̞t̻͡s̪]         | ціна      | Див. румунська фонетика   |
| російська            | російська            | царь          | [t̻͡s̪ärʲ]         | цар       | Див. російська фонетика   |
| сербська             | сербська             | циљ           | [t̻͡s̪îːʎ]         | ціль      | Див. сербська фонетика    |
| словацька            | словацька            | cudzí         | [ˈt̻͡s̪ud̪͡z̪iː]      | чужий     |                           |
| словенська           | словенська           | cvet          | [t̻͡s̪ʋéːt̪]        | цвіт      | Див. словенська фонетика  |
| угорська             | угорська             | cica          | [ˈt̻͡s̪it̻͡s̪ɒ]       | кошеня    | Див. угорська фонетика    |
| українська           | українська           | цей           | [t̻͡s̪ɛj]          | —         | Див. українська фонетика  |
| чеська               | чеська               | co            | [t̻͡s̪o̝]           | що?       | Див. чеська фонетика      |
| чеченська            | чеченська            | церг          | [t̻͡s̪erg]         | зуб       |                           |

У китайській мові звичайний /t͡s/ («ц») протиставляється аспірованому звукові /t͡sʰ/ («ц» з придихом) . У піньїні вони розрізняються за типом фонації: /t͡s/ записується як дзвінкий z (кириличне «з»; за старою російською транслітерацією — «цзи»); /t͡sʰ/ записується як глухий с (кириличне «ц»).

### Ясенний невеляризований
- Non-retracted alveolar [t͡s]

| Мова                    | Мова                    | Слово            | МФА        | Значення  | Примітки                                                             |
| ----------------------- | ----------------------- | ---------------- | ---------- | --------- | -------------------------------------------------------------------- |
| абхазька                | абхазька                | хьаца            | [χaˈtsa]   | граб      | Див. абхазька фонетика                                               |
| адигейська              | адигейська              | цэ               | [t͡sa]      | зуб       |                                                                      |
| англійська (кокні)      | англійська (кокні)      | tea              | [ˈt͡səˑi̯]   | чай       | Див. англійська фонетика                                             |
| арабська (найді)        | арабська (найді)        | ك‍يف               | [t͡saif]    | як?       |                                                                      |
| гебрейська              | гебрейська              | צבע              | [ˈt͡se̞vä]   | колір     | Див. гебрейська фонетика                                             |
| голландська (Гронінген) | голландська (Гронінген) | mat              | [ˈmat͡sʰ]   | мата      | Див. голландська фонетика                                            |
| грузинська              | грузинська              | კაცი             | [kʼɑt͡si]   | чоловік   |                                                                      |
| грецька                 | грецька                 | κορίτσι          | [ko̞ˈɾit͡si] | дівчина   | Див. грецька фонетика                                                |
| данська                 | данська                 | to               | [ˈt̻͡s̺oːˀ]   | два       | Зазвичай — /tˢ/ або /t/. Див. данська фонетика                       |
| есперанто               | есперанто               | ceceo            | [t͡seˈt͡seo] | цеце      | Див. фонетика есперанто                                              |
| кабардинська            | кабардинська            | цы               | [t͡sə]      | волосся   |                                                                      |
| кантонська              | кантонська              | 擠 / zai1        | [t͡sɐi˥]    | вичавити  | Див. кантонська фонетика                                             |
| люксембурзька           | люксембурзька           | Zuch             | [t͡suχ]     | поїзд     | Див. люксембурзька фонетика                                          |
| мальтійська             | мальтійська             | zokk             | [t͡sokː]    | стовбур   |                                                                      |
| маратхі                 | маратхі                 | चव               | [t͡səv]     | смак      | Див. фонетика маратхі; залежно від слова च може вимовлятися як /tʃə/ |
| французька (Квебек)     | французька (Квебек)     | petit            | [pət͡si]    | маленький | Алофон /t/ перед /i, y/. Див. французька фонетика                    |
| японська                | японська                | つなみ / tsunami | [t͡su͍namʲi] | цунамі    | Див. японська фонетика                                               |